# Jürgen Schütze
Pour les articles homonymes, voir Schütze (homonymie).
Ne doit pas être confondu avec Jürgen Schütz.
Jürgen Schütze (né le 3 mars 1951 à  Arnsdorf et mort le 6 septembre 2000) est un coureur cycliste allemand. Il a notamment été médaillé de bronze du kilomètre aux Jeux olympiques de 1972, où il représentait la République démocratique allemande.

## Biographie
Jürgen Schütze commence le cyclisme au Dynamo Dresden-Nord. En 1966, il passe au SC Dynamo Berlin, où il se concentre sur la piste.
Encore junior, il prend part aux championnats du monde de cyclisme sur piste en 1969. Il est champion de RDA du kilomètre en 1972 et 1973, après avoir été deux fois vice-champion en 1970 et 1971.
En 1972, Jürgen Schütze participe aux Jeux olympiques de Munich. Il y obtient la médaille de bronze du kilomètre.
Après la fin de sa carrière, il étudie l'économie à Berlin-Karlshorst et est employé par le SV Dynamo. Après la chute du mur de Berlin, il travaille dans les services financiers, en indépendant, tout en s'engageant dans le cyclisme auprès du SC Berlin.

## Palmarès

### Jeux olympiques
- Munich 1972
  -  Médaillé de bronze du kilomètre

### Championnats nationaux
- Champion de RDA du kilomètre en 1972 et 1973